# المخروطة

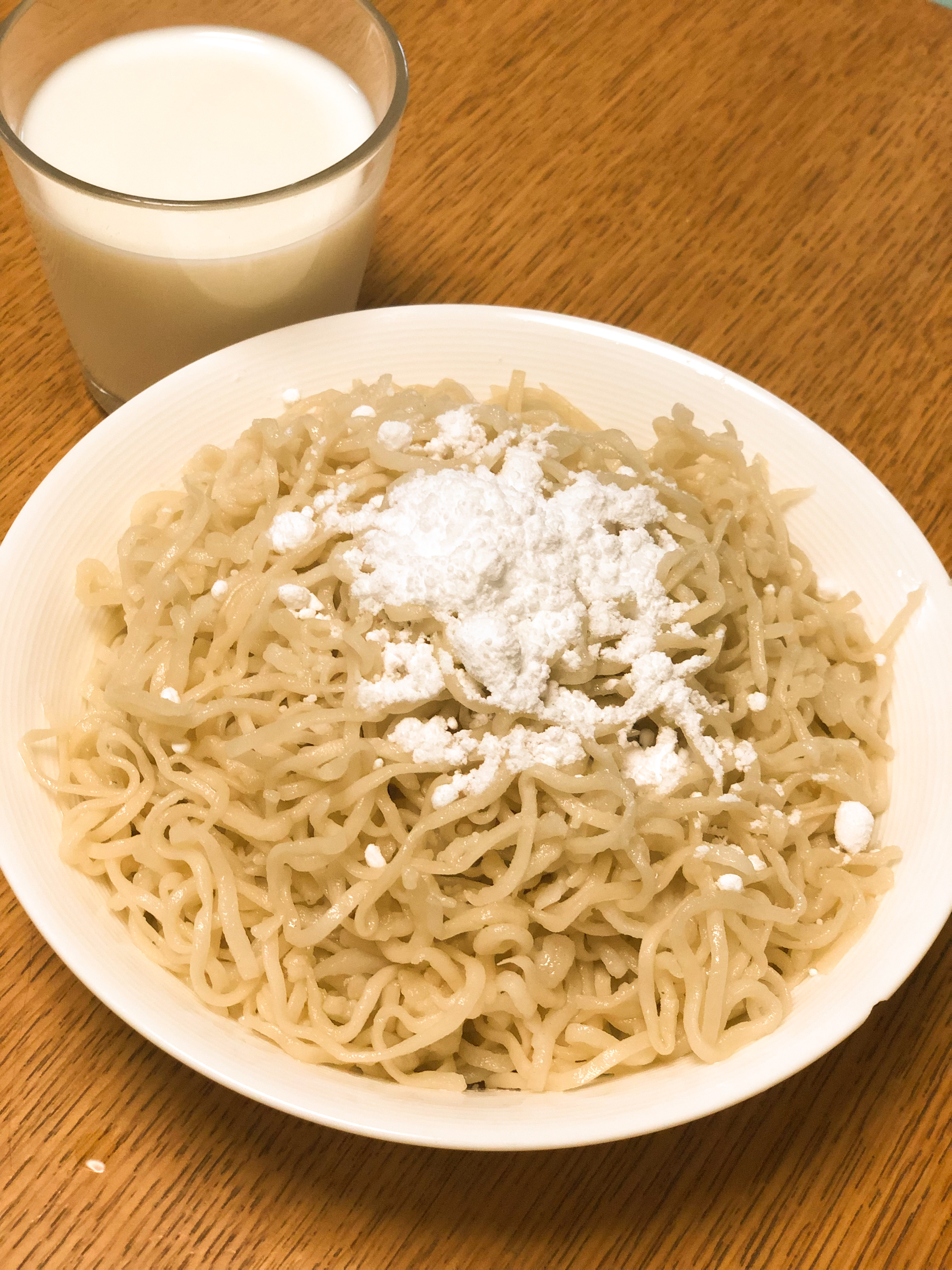
المخروطة

المخروطة هي أكلة مصرية منتشرة في وجهين مصر البحري والقبلي مع اختلاف الاضافات المستخدمة وتتكون المخروطة من الدقيق والماء والملح.

## طريقة اعدادها
عبارة عن دقيق وماء وملح بسيط بدون مقادير حتى تتكون معك عجينة شبه عجينة السمبوسك وتفرد بالنشابة ثم تقطع بالسكين لشرائح طويلة رفيعة شبه الاسباجتى ويفضل استعمال ماكينة اللازنيا نفردها فيها ثم نقطعها شرائح ثم في حلة البخار نضع في الجزء السفلى ماء يغلى وفي الجزء العلوي قطعة شاش ونضع شرائح العجين ونغلق عليها حتى تنضج بالبخار.

## الاختلاف
في الوجه القبلى يسمونها المخروط فقط ويضيفون لها العسل الأسود.
وفي الوجه البحرى اسمها مخروطة ويضاف لها سكر بودرة أو عسل نحل يذوب في لبن دافئ.

## روابط خارجية
طريقة عمل المخروطة بالفيديو